# Domínio de Takanabe
O Domínio de Takanabe (高锅藩, Takanabe-han) foi um domínio (han) do Período Edo da história do Japão . Ele foi associado a Província de Hyūga (atual Miyazaki) , na ilha de Kyūshū 

## História
Domínio de Takanabe era anteriormente chamado de Kushima, foi concedida a Akizuki Tanezane por Toyotomi Hideyoshi após sua rendição  durante a subjugação de Kyūshū no final dos anos 1580. Tanezane manteve o controle do feudo após a Batalha de Sekigahara, nesta estava ao lado de Ishida Mitsunari mas trocou o lado da aliança enquanto estava no Castelo Ōgaki, matando os comandantes do Exército Ocidental e abrindo o castelo para o Exército Oriental. 
Em 1604 Tanezane transferiu sua residência para o Castelo Takanabe, o domínio tornou-se formalmente conhecido como Takanabe 69 anos depois, em 1674. 
A renda do domínio foi de 30.000 koku até 1689, quando o Daimyō da 4 ª geração , Akizuki Tanemasa, concedeu 3.000 koku para seu irmão mais novo, e Takanabe ficou em 27.000 koku pelo resto de sua história.
Um famoso Daimyō do Domínio de Yonezawa , Uesugi Yōzan (Harunori), foi o segundo filho do Daimyō da 6 ª geração , Tanemitsu.
Sua escola, Meirin-Do, fundada em 1778, tornou um grande centro de educação.
O domínio foi abolido em 1871, e transformou-se na Província de Takanabe. Fez parte de diversas províncias, antes de finalmente se tornar parte da Província de Miyazaki. Seus senhores tornaram-se shishaku (viscondes) em 1884 .

## Lista dos Daimyōs
O Daimiô era o chefe hereditário do Domínio e ao mesmo tempo era o chefe do clã 
- Clã Akizuki, 1674-1868 (tozama; 27.000 koku) [3]
- Tanenaga
- Taneharu
- Tanenobu
- Tanemasa
- Tanehiro
- Tanemitsu
- Taneshige
- Tanenori
- Tanetada
- Tanetomi